# NGC 7635
NGC 7635 (nota talvolta come Nebulosa Bolla o C 11) è una nebulosa diffusa visibile nella costellazione di Cassiopea, verso il confine con Cefeo.

## Osservazione
È individuabile vicinissimo all'ammasso aperto M52, al punto che a bassi ingrandimenti appare nello stesso campo visivo; la sua caratteristica principale è una "bolla" di vuoto circondata da una nebulosa, visibile con potenti strumenti nella zona meridionale dell'oggetto, causata dal vento stellare della giovane stella centrale, di magnitudine 8,7. In un telescopio amatoriale si rivela invece bene la nebulosa, che sembra terminare a sud con una forma ad arco.

## Storia delle osservazioni
La nebulosa fu identificata per la prima volta da William Herschel nel 1787; fu in seguito inclusa nel Catalogue of Galactic Planetary Nebulae di Luboš Perek: infatti, a causa della sua forma circolare, fu a lungo scambiata per una nebulosa planetaria. Studi recenti hanno appurato invece che si tratta di una nebulosa ad emissione.

## Caratteristiche
Si tratta di una regione H II, al cui vertice meridionale è presente una struttura vuota, causata dalla pressione della radiazione di una stella centrale di colore blu (classe spettrale O), SAO 20575, di nona magnitudine, il cui vento stellare raggiunge i 2000 km/s; si tratta di una Gigante blu, la quale è anche responsabile della ionizzazione della nebulosa, che emette luce propria.  La sua distanza dal Sole è stimata sugli 11 000 anni-luce.

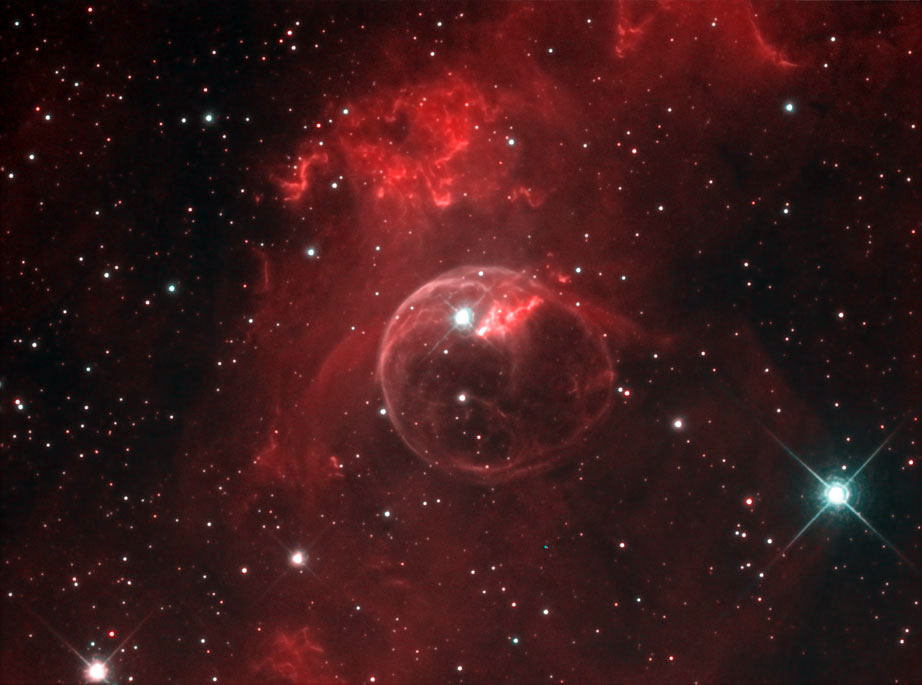
NGC 7635  (Robert J. Vanderbei)
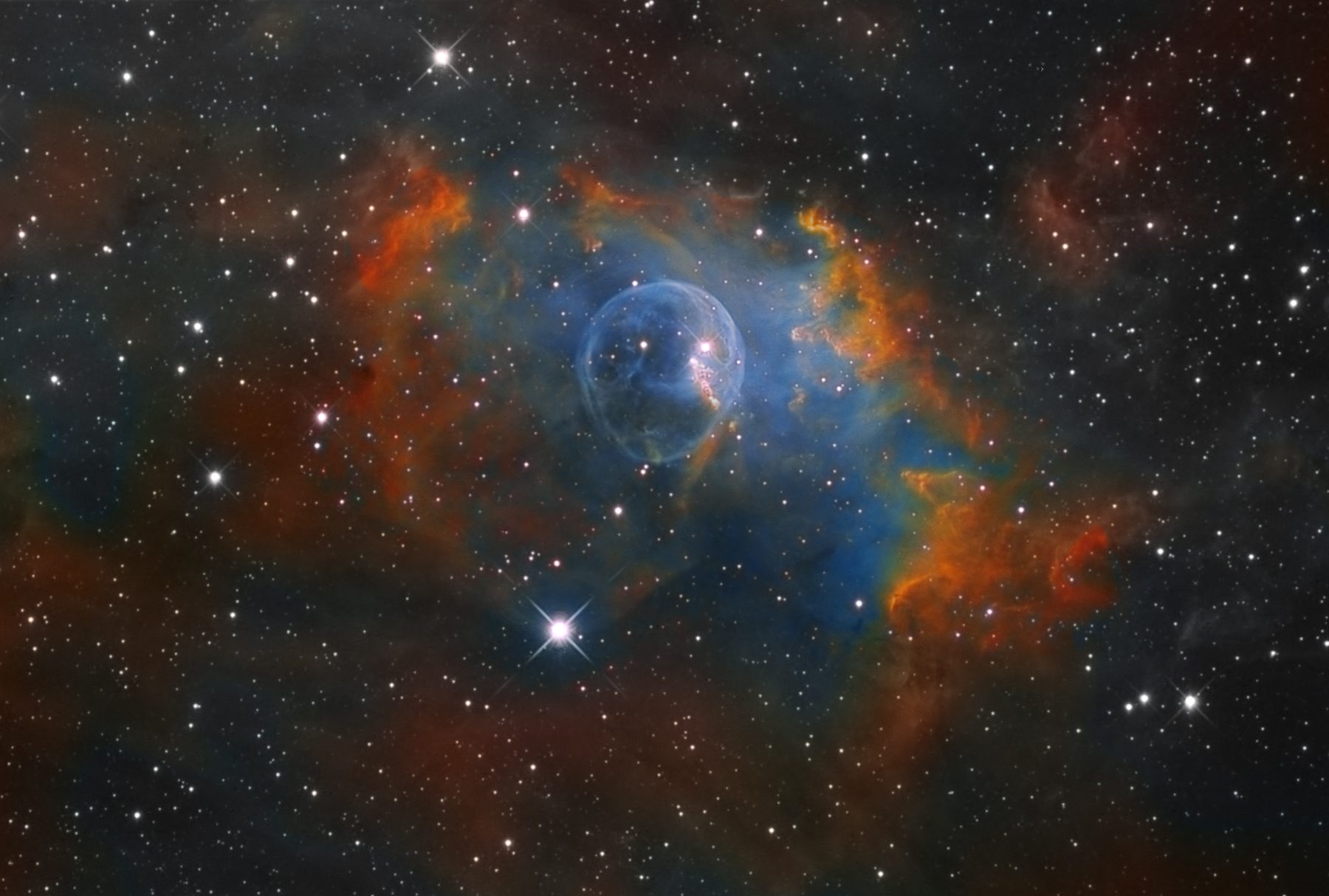
NGC 7635  (amatoriale)
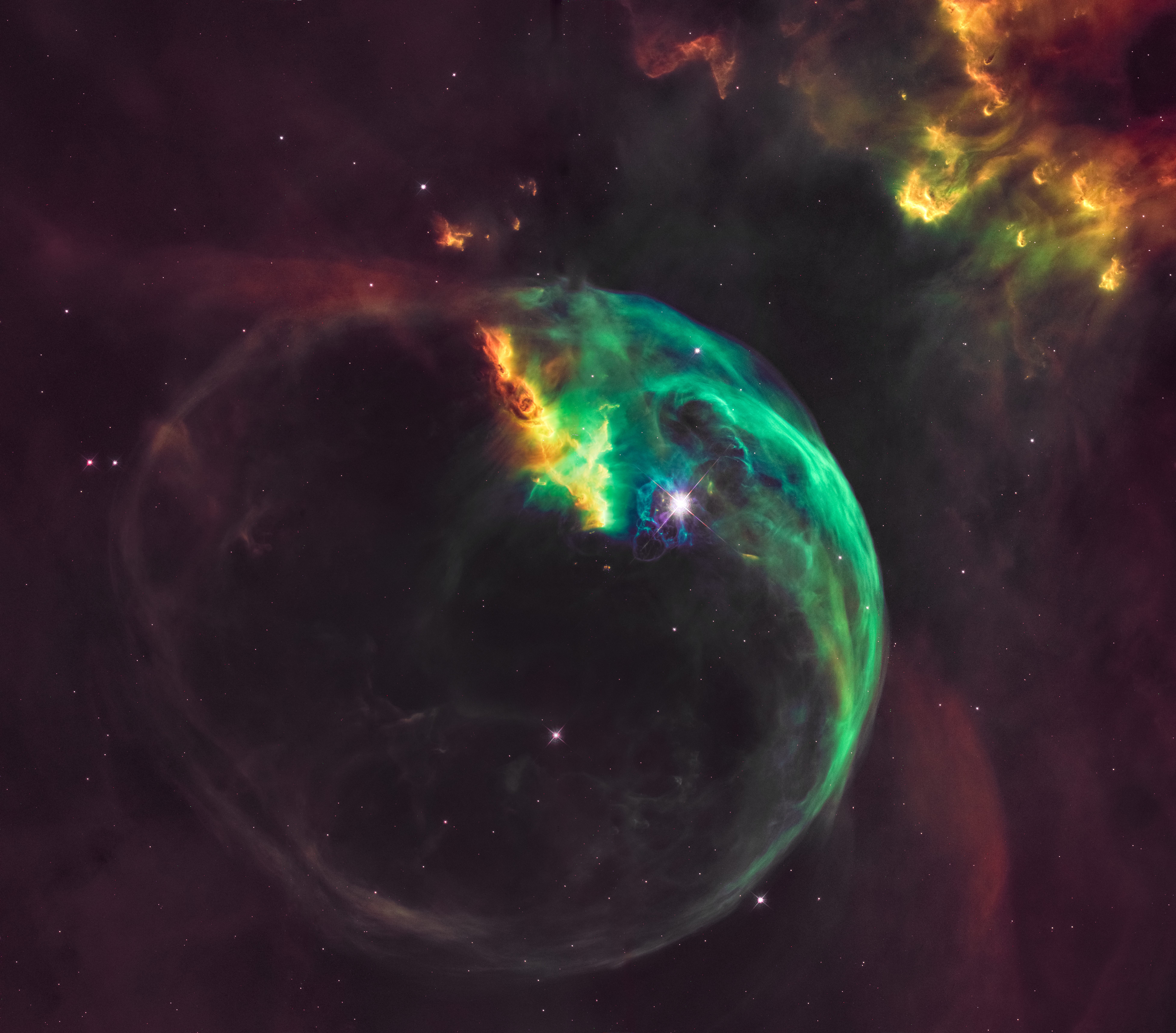
NGC 7635  (elaborato da HST)
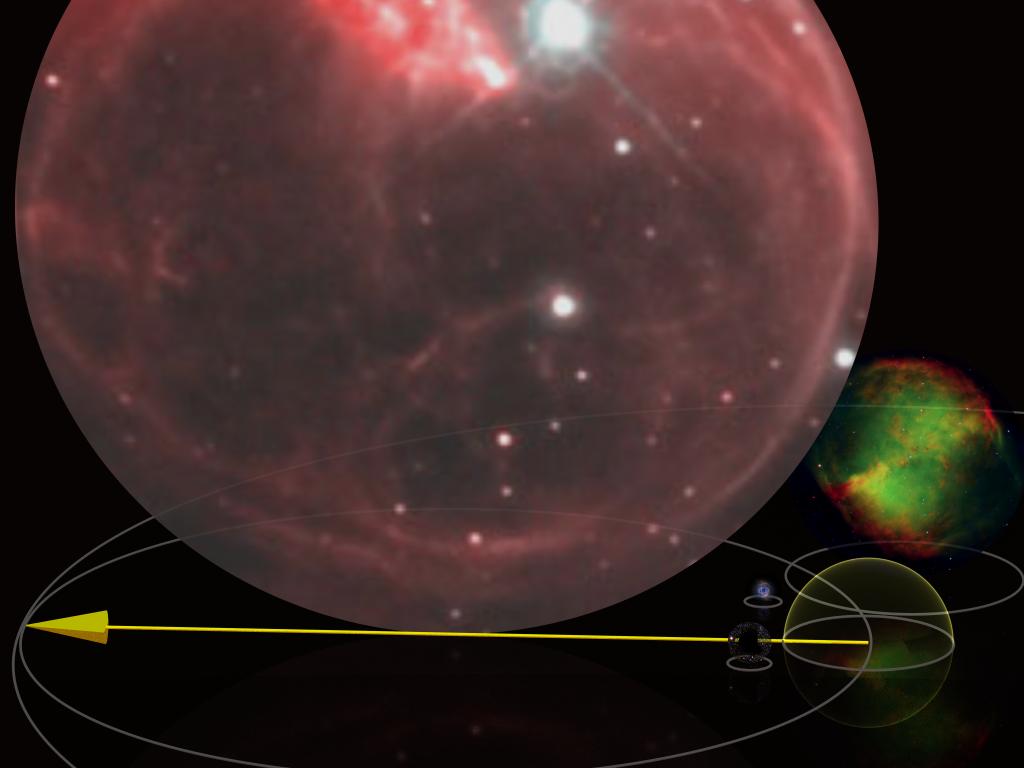
NGC 7635 a confronto con nebulose planetarie
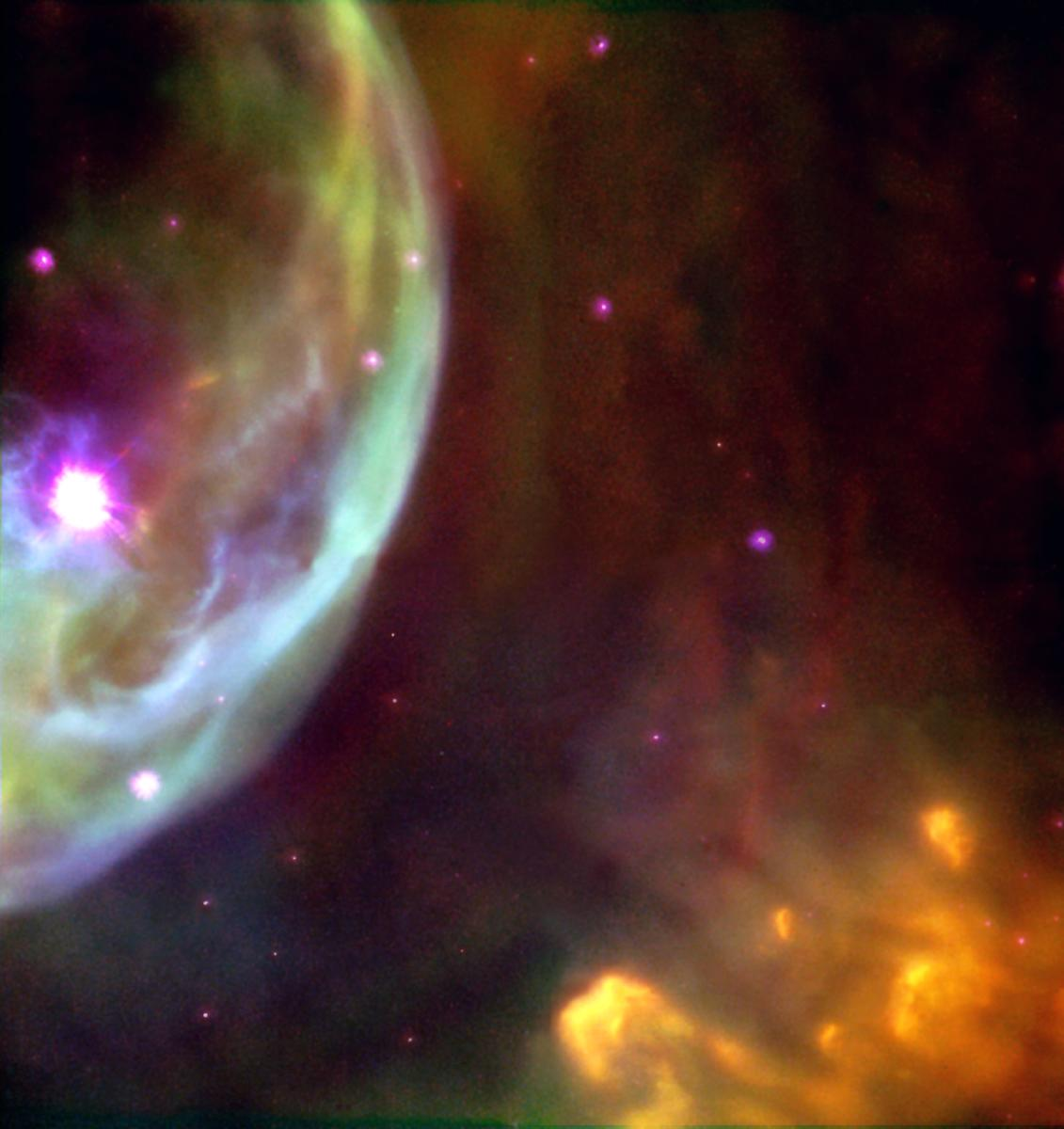
NGC 7635  (particolare - HST)

### Libri
- (EN) Stephen James O'Meara, Deep Sky Companions: The Caldwell Objects, Cambridge University Press, 2003, ISBN 0-521-55332-6.

### Carte celesti
- Tirion, Rappaport, Lovi, Uranometria 2000.0 - Volume I - The Northern Hemisphere to -6°, Richmond, Virginia, USA, Willmann-Bell, inc., 1987, ISBN 0-943396-14-X.
- Tirion, Sinnott, Sky Atlas 2000.0 - Second Edition, Cambridge, USA, Cambridge University Press, 1998, ISBN 0-933346-90-5.
- Tirion, The Cambridge Star Atlas 2000.0, 3ª ed., Cambridge, USA, Cambridge University Press, 2001, ISBN 0-521-80084-6.